# 1994 en Israël
Chronologie d'Israël (en)
- 1990
- 1991
- 1992
- 1993
- 1994
- 1995
- 1996
- 1997
- 1998

Cette page concerne les évènements survenus en 1994 en Israël  :

## Évènement
- 28 janvier : Résolution 895 du Conseil de sécurité des Nations unies (en)
- 25 février : Massacre d'Hébron (bilan : 29 palestiniens tués et 125 blessés)
- 18 mars : Résolution 904 du Conseil de sécurité des Nations unies (en)
- 4 mai : Accord Gaza-Jéricho
- 26 mai : Résolution 921 du Conseil de sécurité des Nations unies (en)
- 28 juillet : Résolution 938 du Conseil de sécurité des Nations unies (en)
- 19 octobre : Attentat suicide de la rue Dizengoff (en)
- 26 octobre : Traité de paix israélo-jordanien
- 29 novembre : Résolution 962 du Conseil de sécurité des Nations unies (en)

## Sport
- Championnat d'Israël de football 1993-1994
- Championnat d'Israël de football 1994-1995
- Participation d'Israël aux Jeux olympiques d'hiver de Lillehammer.

## Culture

### Sortie de film
- Sh'Chur

## Création
- Bat Hadar (en) (communauté)
- Scitex Vision (en) (entreprise)

## Dissolution - Fermeture
- Hapoel Beit Shemesh F.C. (en) (club de football)
- Hapoel Tiberias F.C. (en) (club de football)

## Naissance
- Bar Tzuf Botzer (en), joueur de tennis.
- Tohar Butbul, judoka.
- Talia Ishai (he), musicienne.
- Joy Rieger, actrice.
- Dudu Twito (he), footballeur.

## Décès
- Benny Amdursky (he), chanteur.
- Liselotte Grschebina, photographe.
- Ita Kalish (he), écrivaine.
- Hirsch Oscherowitsch (he), poète.
- Zvi Ribak (en), peintre.
- Sara Zyskind (he), écrivaine.